# Naíl Mujamediárov
Naíl Narimánovich Mujamediárov –en ruso, Наиль Нариманович Мухамедьяров– (Asaka, URSS, 8 de diciembre de 1962) es un deportista soviético que compitió en halterofilia.
Participó en los Juegos Olímpicos de Seúl 1988, obteniendo una medalla de plata en la categoría de 90 kg. Ganó una medalla de plata en el Campeonato Mundial de Halterofilia de 1990, en la categoría de 110 kg.

## Palmarés internacional
| Juegos Olímpicos   | Juegos Olímpicos     | Juegos Olímpicos | Juegos Olímpicos |
| Año                | Lugar                | Medalla          | Categoría        |
| ------------------ | -------------------- | ---------------- | ---------------- |
| 1988               | Seúl (Corea del Sur) | Medalla de plata | 90 kg            |
| Campeonato Mundial |                      |                  |                  |
| Año                | Lugar                | Medalla          | Categoría        |
| 1990               | Budapest (Hungría)   | Medalla de plata | 110 kg           |